# Rafael Villeda
Rafael Enrique Villeda Ferrari (Tegucigalpa, Honduras; 30 de julio de 1968) es un empresario hondureño que se desempeña como presidente ejecutivo de Televicentro. También ostenta la presidencia en la Teletón Honduras y en el Club Deportivo Olimpia.

## Carrera
Estudió administración de empresas en la Universidad de Boston, titulándose en 1990. Tras completar su grado académico, se le nombró director de finanzas en Televicentro, para después desempeñarse a partir de 1998 como vicepresidente ejecutivo durante una parte de la gestión de su tío, Rafael Ferrari, quien falleció a finales de 2018 y con quien mantuvo una estrecha relación personal y profesional.
Por considerarlo la principal pieza financiera durante los últimos años previos a la muerte de Ferrari, el Consejo de Administración lo designó como su sucesor en la presidencia ejecutiva de la corporación a comienzos de 2019. Meses más tarde, también asumió como presidente en la Teletón Honduras y en el Club Deportivo Olimpia, ambos cargos ostentados por Ferrari hasta el día de su muerte, convirtiéndose en el heredero de un legado que duró décadas.
Durante su administración, Televicentro se ha enfocado en potenciar los medios digitales con la creación de su primer periódico digital, Tu Nota, y del portal deportivo Deportes Televicentro, en 2019 y 2020 respectivamente.

## Vida privada
Hijo de Manuel Villeda, fundador y máximo accionista de Emisoras Unidas, el principal conglomerado radial de Honduras (propietario de HRN, la radioemisora más antigua en ese país), y de Dina Ferrari, hermana de Rafael. Está casado con Viena Erazo, con quien ha procreado tres hijos: Rafael (fallecido en 2012 a causa de cáncer), Mario y Diego Villeda. Su hermana mayor, Annamaría Villeda, es vicepresidenta ejecutiva de Televicentro.